# 이사배
이사배(李思杯, 1988년 9월 13일 ~ )는 대한민국의 분장사, 유튜버, 엔터테이너이다. 2015년부터 뷰티 영역을 다루는 개인방송을 시작했으며, 방송시작 이전 MBC에서 근무한 이력이 있다. 현재는 메이크업 관련 강의, 화보 작업 등과 함께 카카오TV와 유튜브에서 크리에이터로 활동하고 있다.
2020년 7월 23일 기준으로 유튜브 채널의 구독자 수는 225만명이다.

## 출연 목록
- 2016년 온스타일 《겟 잇 뷰티》
- 2018년 MBC 《황금어장 라디오스타》
- 2019년 MBC 《미스터리 음악쇼 복면가왕》 - 가왕석으로 오래매~ 오래매공주 (참가자)
- 2019년 MBC 《언니네 쌀롱》
- 2020년 tvN 《밥블레스유2》 게스트
- 2021년 MBC 《전지적 참견 시점》
- 2022년 MBN 《아트싱어》